# Anisodes transversata
Anisodes transversata là một loài bướm đêm trong họ Geometridae.